# Egidio Seghi
Egidio Seghi, né le 19 juin 1906 à Cutigliano en Toscane, est un Italien anti-fasciste, communiste, résistant, membre des Brigades internationales et de L'Italia libera (it). En septembre 1944, il occupe le poste de consul d'Italie à Lille. Il décède le 29 novembre 1963 à Pistoia près de Florence.

## Biographie

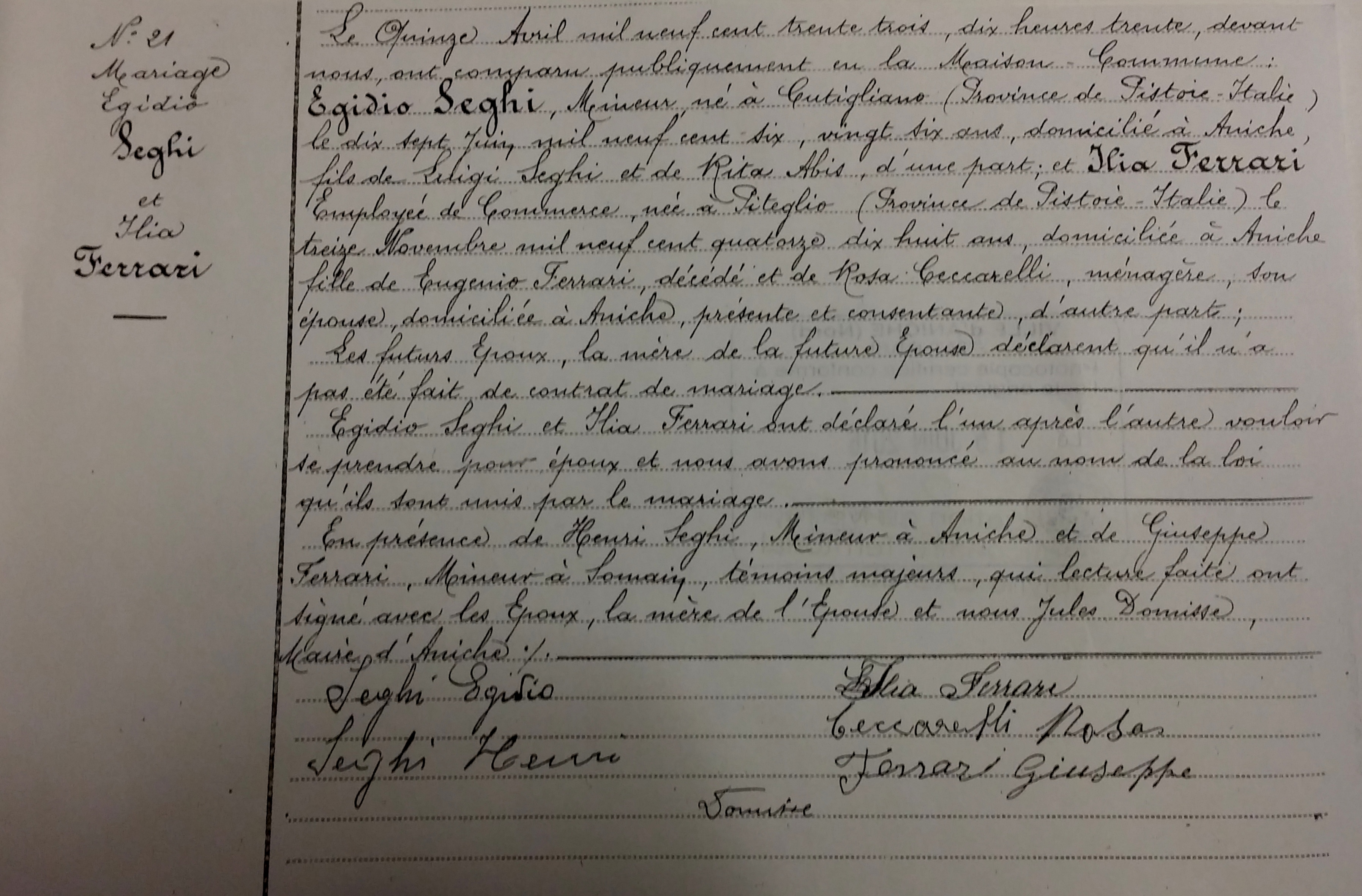
Acte de mariage de Egidio Seghi et Ilia Ferrari à Aniche le 15 avril 1933

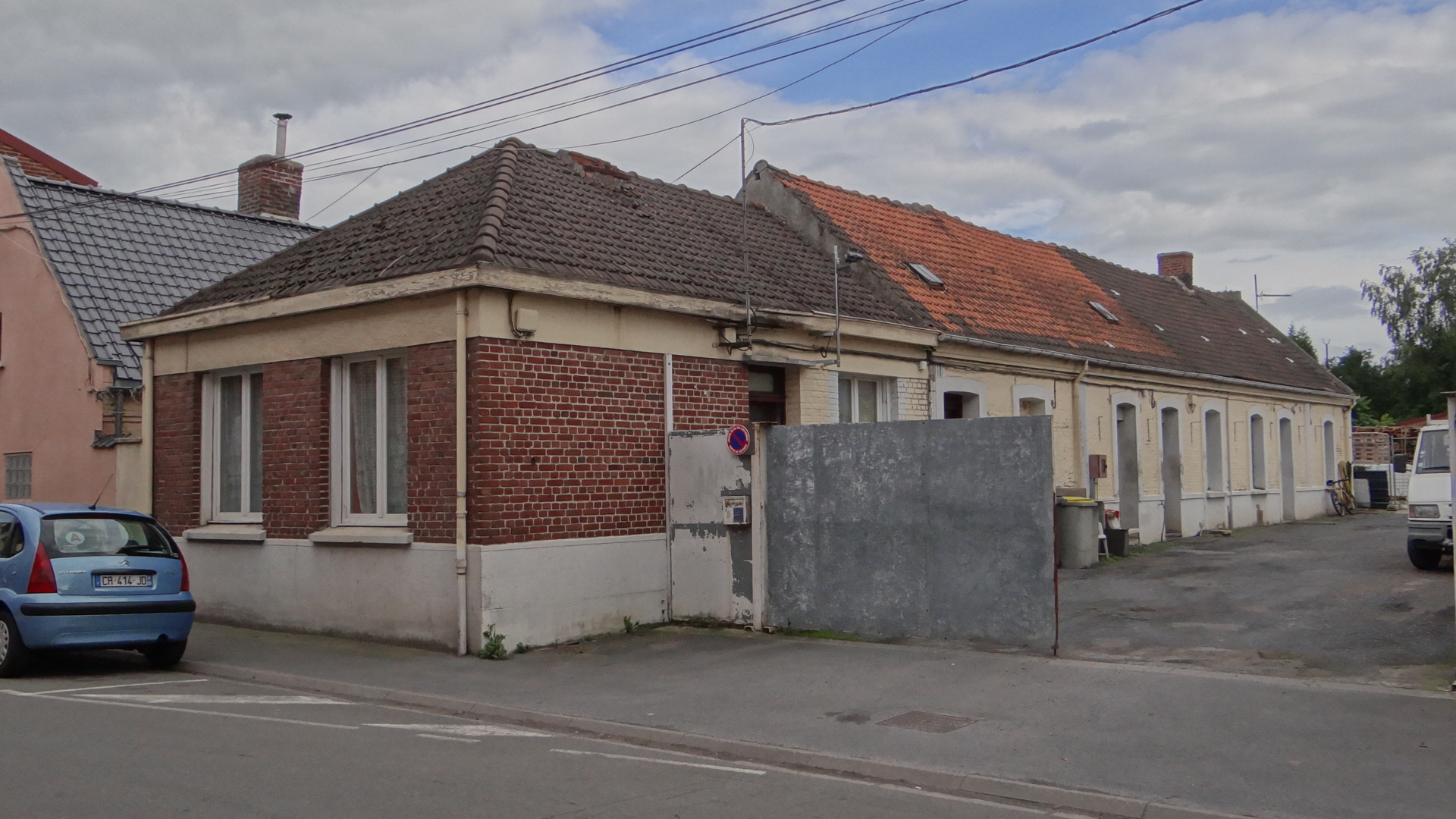
Egidio Seghi a habité la dernière maison du coron Valubbi, rue Jean Jaurés à Aniche

Egidio Seghi naît à Taufi dans le village du Melo, fraction de Cutigliano, le 19 juin 1906, d'un père toscan, Luigi, et d'une mère sarde, Maria Rita Abis. À 18 ans, le 7 novembre 1924, il rejoint son frère aîné Enrico, né en 1897, dans le Nord de la France, avec un passeport ordinaire ; il a un contrat de travail comme mineur de 1924 à 1937. Son autre frère Ferdinando, dit Fiorello, né en 1904, aussi mineur à Aniche, meurt en mai 1933 d'un accident au fond de la fosse Archevêque. Egidio est déjà communiste et anti-fasciste, mais doit retourner en Italie pour effectuer son service militaire de 1926 à 1928. Il est inscrit à la CGT dès 1924, à son arrivée dans les mines, puis au Parti Communiste français en 1928. La genèse de son engagement politique est complexe. S'il émigre, comme ses frères, pour "motivi di lavoro" (un modèle migratoire usuel dans l'Apennin tosco-émilien, où la France devient la destination du travail pour ceux à qui la révision des quotas d'immigration aux Etats-Unis depuis 1921 ferme les portes), sa famille et lui ont déjà fait acte d'opposition au régime de Mussolini. Un rapport de la Préfecture de Pistoia de 1939 rapporte qu'avant même de s'expatrier, et en dépit de son jeune âge, Egidio est "di sentimenti contrari al regime" et son frère Enrico "anche  egli di idee sovversive". En fait, l'un et l'autre ont un dossier ouvert au Casellario politico centrale (it), Enrico dès 1934 comme socialiste et Egidio en 1938 comme communiste après la découverte de son départ pour les Brigades Internationales en Espagne. Leur père Luigi est signalé comme socialiste actif jusqu'en 1932.        
De retour en France, il rejoint la CGT et le syndicat des mineurs. Il se marie avec Lilia Ferrari le 15 avril 1933 à Aniche. Lilia Ferrari est une cousine d'Eusebio Ferrari, résistant de Fenain, qui plus tard, lors de Seconde guerre mondiale, sera abattu par un gendarme français au moulin d'Anzin, le 18 février 1942.
Le 9 mai 1935, Egidio et Lilia ont une fille, Florella, qui naît à Aniche, au coron Valubbi, du nom de Giuseppe Valubbi, entrepreneur de bâtiment, venu de Mondaino. À cette époque, les communistes conseillent à Egidio de demander sa naturalisation, ce qu'il n'obtiendra jamais.

## Guerre civile espagnole
Communiste et anti-fasciste, Egidio Seghi s'engage dans les Brigades internationales pour s'impliquer dans la guerre civile espagnole, laissant sa femme et sa fille à Aniche. Le 11 novembre 1937, il est enrôlé comme sergent dans les Brigades Garibaldi au 2e bataillon. Son fils, Eugène, naît le 14 juin 1938 alors que son père est à la guerre.
En 1939, à la suite de la débâcle de Catalogne, il est interné le 6 février 1939 au camp d'Argelès ou de Saint-Cyprien. En 1940, au Camp du Vernet en Ariège sont internés tous les étrangers considérés comme suspects ou comme dangereux pour l’ordre public. Egidio Seghi y est interné le 5 juin 1940 au secteur C, comme ancien combattant de l'Espagne, baraque 1, puis baraque 46, no matricule 4 244. Il s'évade le 21 février 1941 et rejoint la Résistance de la région Nord.

## Résistance

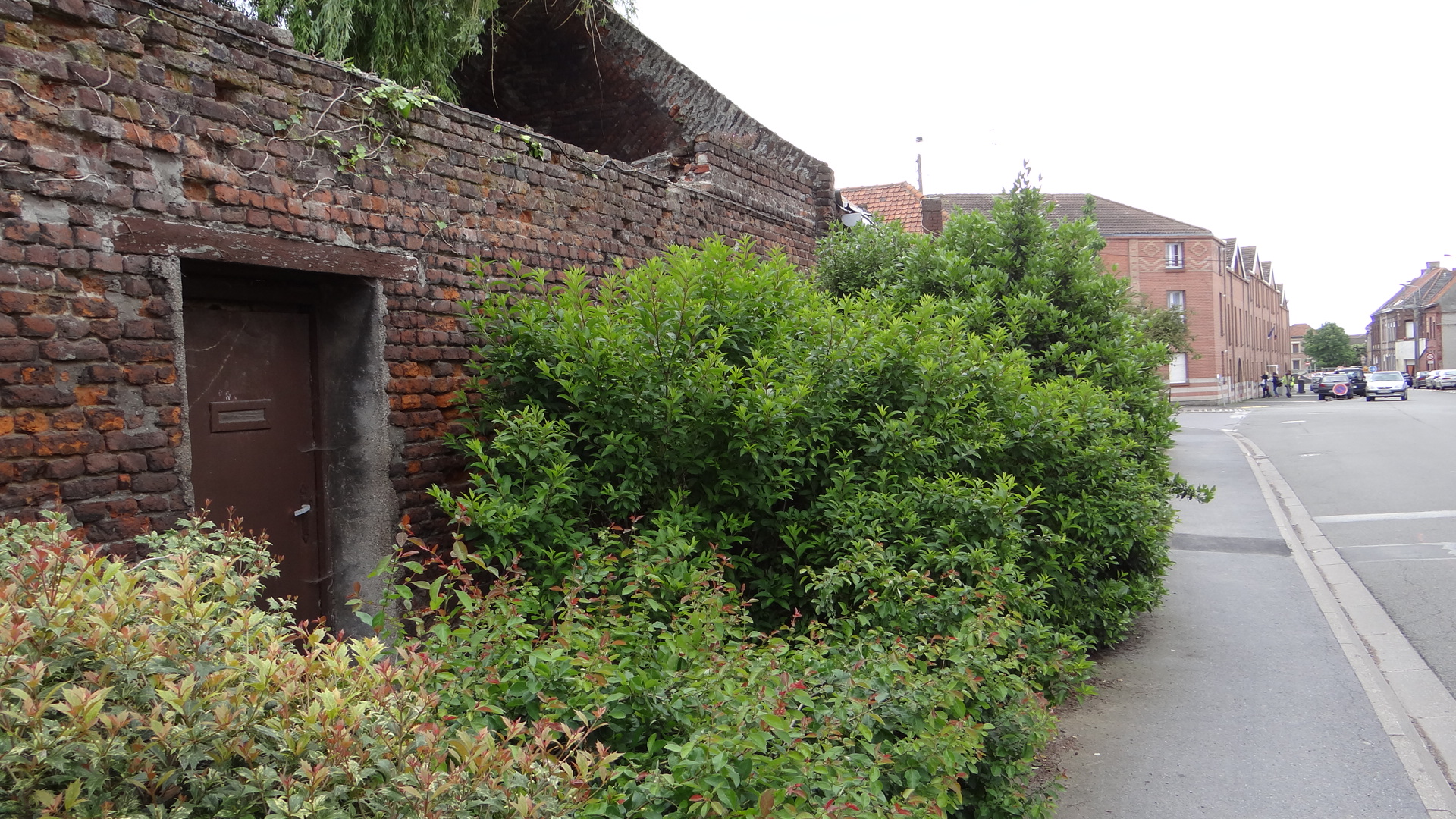
Egidio Seghi a habité pendant la résistance dans la maison derrière cette porte Rue Jean Jaurés à Aniche

Egidio Seghi rassemble en septembre 1944 les Francs-tireurs et partisans italiens et investit le consulat d'Italie à Lille.
En septembre 1944, il rejoint L'Italia libera (it) qui vient de se créer dans le Nord-Pas-de Calais. C'est une association antifasciste à direction communiste qui a deux objectifs: éliminer le fascisme dans l'émigration et reprendre le contrôle des administrations italiennes notamment les consulats. Pour assurer la continuité administrative, Egidio Seghi assure provisoirement la tâche de consul et les bureaux rouvrent dès le 11 septembre 1944.

## Grève des mineurs de 1948
À la Libération en 1945, Egidio Seghi continue ses activités syndicales et politiques jusqu'en 1948 où il intervient dans les camps d'Italiens no 5 de Vuillemin de Masny et d'Escaudain lors de la grande grève des mineurs de 1948. Cette grève dans les mines est considérée comme ayant un « caractère insurrectionnel » par Jules Moch, le ministre de l'Intérieur socialiste (SFIO). Il mobilise 60 000 CRS et soldats qui expulsent les 300 000 grévistes retranchés dans les puits. Ces expulsions des piquets de grève conduit dès début novembre à une reprise du travail. La répression est sévère, avec plus de 3 000 licenciements, six morts et de nombreux blessés.
Il n'est plus possible pour les étrangers d'obtenir leur naturalisation, notamment pour les anciens résistants communistes. Edigio Seghi est expulsé de France en 1948 : il est reconduit à la frontière italienne où sa femme et ses enfants le rejoignent. 
Edigio Seghi meurt le 29 novembre 1963 à Pistoia.